# Тркачице
Тркачице су птице које немају способност да лете, већ се уместо тога ослањају на своју способност трчања. Сматра се да су еволуирале од својих предака птица летачица. Надред птица тркачица броји око 40 данас угрожених врста.
Главна одлика ових птица су крила која су током процеса еволуције атрофирала или потпуно нестала, тако да ове птице нису у стању да лете. Верује се да су оне у већини случајева настале у одсуству бројних природних непријатеља на острвима на којима су боравиле, при чему нису имале потребу да лете. С друге стране, канџе на ногама или крилима су им добро развијене, пружајући заштиту од евентуалних мањих непријатеља. Најпознатији представници су ној, ему, казуар, нанду.
На Новом Зеланду се може наћи највише ових врста на једном месту, укључујући кивије и такахе.